# Ingrid Ahrendt-Schulte
Ingrid Ahrendt-Schulte (geborene Ahrendt; * 1. April 1942; † 12. Juni 2006 in Köln) war eine deutsche Historikerin.
1996 promovierte sie bei Heide Wunder (Kassel). Ab 1994 lebte sie als freiberufliche Historikerin und wissenschaftliche Schriftstellerin sowie als freie Mitarbeiterin beim Westdeutschen Rundfunk in Köln. Von 1994 bis zu ihrem Tod war sie als Vorstandsfrau und Stadtführerin für den Kölner Frauengeschichtsverein aktiv.
Ahrendt-Schulte war eine der profiliertesten Vertreterinnen der neueren Hexenforschung.
Ihre Bücher und Aufsätze erprobten immer auch einen geschlechtergeschichtlichen Zugriff. Für den Arbeitskreis Interdisziplinäre Hexenforschung fungierte sie als Mitherausgeberin des Bandes Geschlecht, Magie und Hexenverfolgung (Reihe: Hexenforschung Band 7).

## Schriften
- Schadenzauber und Konflikte. Sozialgeschichte von Frauen im Spiegel der Hexenprozesse des 16. Jahrhunderts in der Grafschaft Lippe. In: Heide Wunder, Christina Vanja (Hrsg.): Wandel der Geschlechterbeziehungen zu Beginn der Neuzeit. Suhrkamp, Frankfurt am Main 1991, S. 198–228, wieder in: Claudia Opitz (Hrsg.): Der Hexenstreit. Frauen in der frühneuzeitlichen Hexenverfolgung. Herder, Freiburg i. Br. u. a. 1995, S. 174–210.
- Weise Frauen – böse Weiber. Die Geschichte der Hexen in der Frühen Neuzeit. Herder, Freiburg 1994. 2. Auflage 1995, japanische Ausgabe: Tokio 2003.
- Zauberinnen in der Stadt Horn (1554–1603). Magische Kultur und Hexenverfolgung am Beginn der Neuzeit. Campus, Frankfurt am Main/New York 1997.
- Zu hören ist Ingrid Ahrendt-Schulte in Als ich auf die Welt kam und die Suche nach der Wirklichkeit begann – Familienfotos. SWR 2004 (von J. Monika Walther)